# Pió Rudolf
Pió Rudolf (1925. május 25.–1990. augusztus 21.) labdarúgó, hátvéd.

## Pályafutása
1939-ben igazolta le a Diósgyőr. Innen került a Perecesi Bányászba, majd a Haladásban 1949-ig játszott. 1949 és 1955 között a Győri Vasas ETO labdarúgója volt. Egy szárkapocscsont-törés után befejezte játékos pályafutását. Edzőként alacsonyabb osztályú csapatoknál tevékenykedett.